# Altwasser (Fluss)

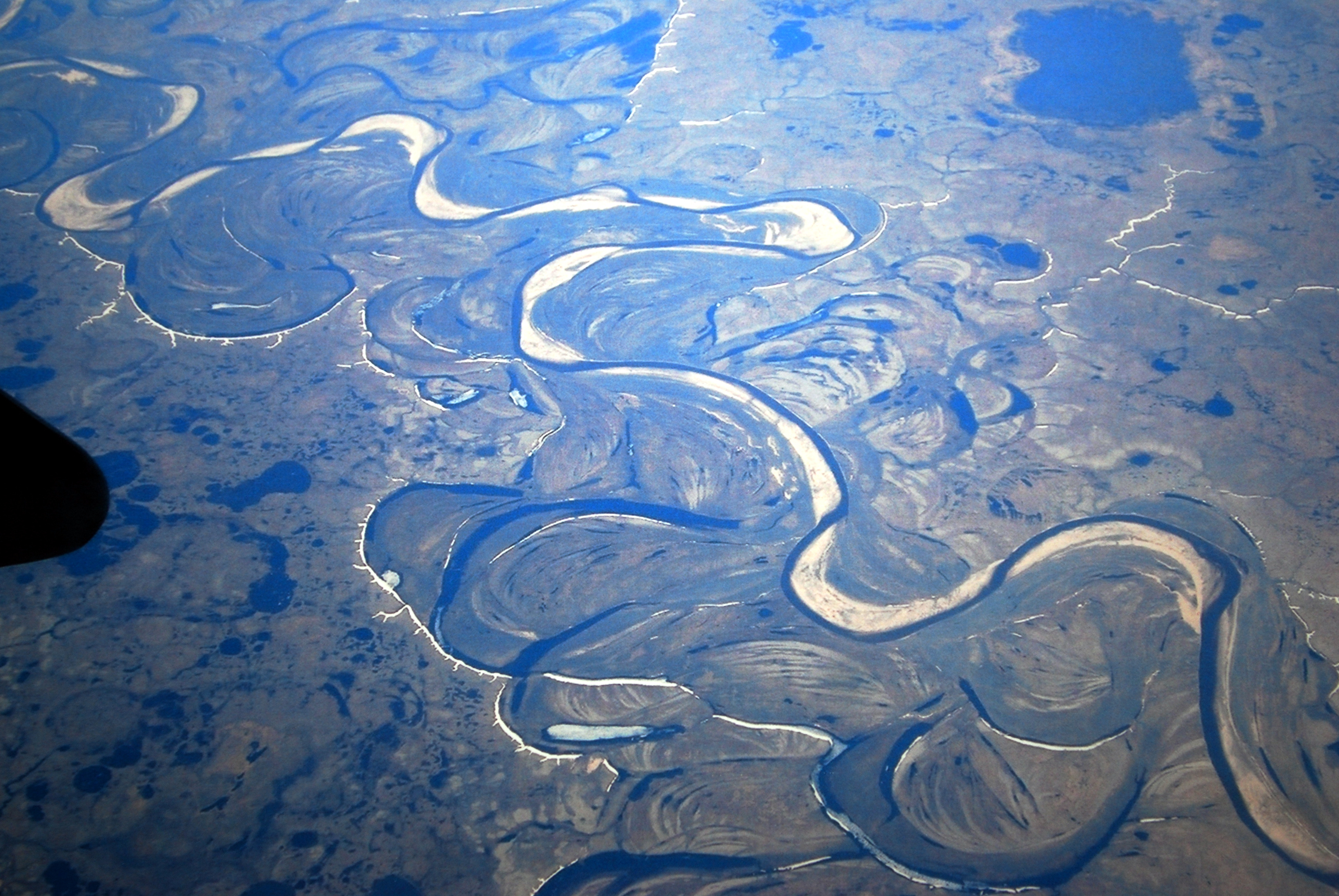
Fluss mit zahlreichen Altarmen auf der Jamal-Halbinsel

Ein Altwasser ist ein ehemaliger Flussarm, der keine Verbindung mehr zum Hauptstrom hat und dadurch zum Stillgewässer geworden ist. Mit seiner Vorstufe, dem Altarm, wird er unter dem Begriff Altgewässer zusammengefasst.

## Unterscheidungen

### Altarm

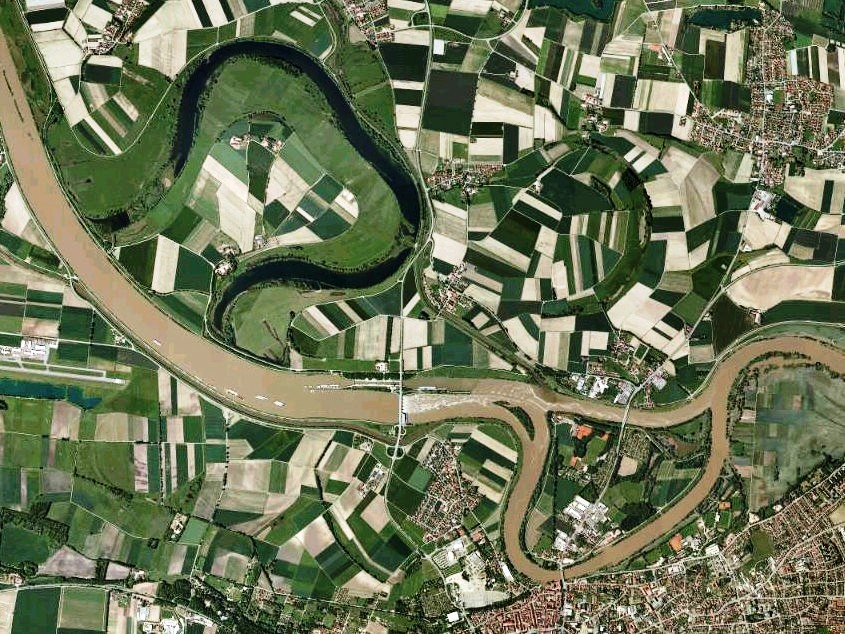
Donau bei Straubing. Blaue Schleife oben links: Altwasser.
Braune Schleife unten rechts: künstlicher Hauptarm (von ca. 1480)
Braune kurze Strecke darüber: Alte Donau: alleinige Donau bis ca. 1480, danach Altwasser und heute schiffbarer Nebenarm

Ein Altarm, umgangssprachlich auch toter Arm, ist ein Teil eines Flusses, der vom Hauptstrom abgeschnitten ist. Altarme entstehen auf natürlichem Weg aus Flussschlingen nach dem Durchbruch eines Mäanders. Beim Durchbruch entsteht eine Stromschnelle, die eine rasche Flussvertiefung zur Folge hat. Diese Absenkung betrifft nicht den Altarm, der so flacher als der Hauptstrom wird. Der Altarm wird nur noch wenig und schließlich gar nicht mehr durchströmt und neigt durch Laubeintrag zunehmend zur Verlandung, kann aber bei Hochwasser überflutet werden. Da Flussbetten im Gegensatz zu Altarmen oft durch wasserbauliche Maßnahmen gestört werden, sind Altarme in der Regel naturnaher als der Hauptarm und bilden auf diese Weise einen wichtigen Lebensraum für Flora und Fauna. Häufig werden sie daher als Naturschutzgebiete oder Landschaftsschutzgebiete ausgewiesen. Besteht keine Verbindung mehr zum Hauptstrom, bezeichnet man den Altarm auch als Altwasser.

### Altwasser
Ein Altwasser ist ein vollständig abgetrennter Teil eines Flusses mit stehendem Wasser, also ein Stillgewässer. Sie entstehen natürlicherweise oft an Fließgewässern mit geringem Längsgefälle beim Mäanderdurchbruch, während Fließgewässer mit natürlicherweise verzweigtem Gewässerbett (Furkation) seltener Altwasser ausbilden. Noch seltener kann ein Fluss bei einem Katastrophenhochwasser seinen Lauf innerhalb der Aue vollkommen verlegen („Flussspringen“), so etwa im Mittelalter die Elbe bei Schönebeck. Altwasser sind natürlicherweise Bestandteil der Auelandschaft. Da sie nicht mehr durchströmt werden, unterliegen Altwasser, wie alle Stillgewässer, einer natürlichen Verlandung und Eutrophierung, durch Eintrag mineralischer Sedimente bei Hochwassern und durch Akkumulation von organischem Schlamm oder Torf durch pflanzliche Produktion. Sie besitzen im Flachland natürlicherweise ein Alter bis zu einigen Hundert Jahren. Wenn durch Einschränkung der natürlichen Flussdynamik ihre Neuentstehung verhindert wird, verschwinden sie also nach und nach von selbst.
Altwasser bilden, wie Altarme, einen wichtigen Lebensraum für Vögel und Insekten. Einige sind mittlerweile als Naturschutz- oder Landschaftsschutzgebiete ausgewiesen, zum Beispiel das Naturschutzgebiet Kühkopf-Knoblochsaue am Mittelrhein.
Altwasser entstehen aus Nebenarmen, Altarmen, Resten von Hochwasserarmen oder aus Altstrecken eines Schifffahrtskanals, die keine Verbindung zum Kanal mehr haben. Wo sie nicht abgedeicht sind, bilden sie bei Hochwasser wichtige Notabläufe und natürliche Retentionsräume (Auffangbecken).
Merkmale:
- Keine Verbindung mehr mit dem Hauptstrom
- Nicht mehr durchströmt, außer eventuell von kleineren Nebengewässern, wie Bächen

Beispiele:
Oberauer Schleife in Straubing
Sennfelder Seenkranz bei Schweinfurt

### Schifffahrt

#### Alte Fahrt
Bei schiffbaren Gewässern, besonders bei Schifffahrtskanälen, kann eine Alte Fahrt entstehen, wenn neben der ursprünglichen Strecke eine Neue Fahrt erstellt wird und beide Wege weiterhin der Schifffahrt dienen.
Beispiele:
Alte Fahrt (Dortmund-Ems-Kanal) bei Olfen
Alte Fahrt (Müritz)
Nedlitzer Alte Fahrt der Havel in Potsdam-Nedlitz
Hiltruper Alte Fahrt des Dortmund-Ems-Kanals in Hiltrup bei Münster

#### Altstrecken
Altstrecken eines Schifffahrtskanals sind beid- oder einseitig noch mit dem Hauptverlauf des Kanals verbunden, haben aber für die Schifffahrt in der Regel keine Bedeutung mehr.

## Limnologische Typisierung
Altgewässer von Flüssen werden in der Limnologie nach einem von dem französischen Limnologen Claude Amoros entwickelten System ökologisch klassifiziert. Die Typisierung beruht auf der Anbindung an den Fluss, in Verbindung mit Sukzessions- und Verlandungsvorgängen. Die verschiedenen Typen können, als Zeitreihe, als verschiedene Stadien einer dynamischen Entwicklung eines bestimmten Laufabschnitts aufgefasst werden. Verwendet wird das System, um Gewässer als Lebensräume und ihre Flora und Fauna, insbesondere auch die Fischfauna, beschreiben zu können.
- Eupotamon: Das durchströmte Fließgewässer. Dazu gehören ggf. der Hauptarm und verschiedene, durchströmte Nebengerinne eines anastomosierenden Flusses.
- Parapotamon: Einseitig angebundener Altarm. Hier herrscht bei Niedrigwasser keine wahrnehmbare Strömung, das Gewässer ist aber offen zum Hauptlauf, so dass sowohl Wasser als auch Organismen wie Fische ausgetauscht werden.
- Plesiopotamon: Zumindest bei Niedrigwasser völlig abgetrenntes Altwasser, zum Beispiel eine beiderseits abgeschnürte Mäanderschlinge. Kann durch die Trennung in der Gewässerchemie und der Temperatur völlig andere Bedingungen aufweisen als der durchströmte Fluss oder ein damit verbundener Altarm. Häufig bestehen aber noch kleine, wenig durchströmte Verbindungen, die sich kaum auf die physikalischen oder chemischen Bedingungen auswirken, aber einen Faunenaustausch ermöglichen.
- Paläopotamon: „Uraltwasser“. Stark verlandetes, oft durch mächtige Sedimentauflage aus Schlamm gekennzeichnetes Altwasser, das nur bei Extremhochwasser mit dem Fluss in Verbindung steht. Sie gehen nach und nach in nicht mehr wasserführende Flutrinnen und Flutmulden über.